# Schéma d'aménagement régional de La Réunion
Le Schéma d'aménagement régional de La Réunion, souvent appelé SAR de La Réunion, est un document d'urbanisme faisant office de schéma d'aménagement régional pour l'île de La Réunion, un département d'outre-mer français. Élaboré par le conseil régional de La Réunion au début des années 1990, il a été approuvé par le décret du Conseil d'État no 95-1169 du 6 novembre 1995 avec le schéma de mise en valeur de la mer qui le termine.
Le document fixe les grandes orientations en matière d'aménagement du territoire en dégageant trois priorités : la protection des milieux naturels et agricoles, un aménagement plus équilibré du territoire et une densification des agglomérations existantes accompagnée d'une structuration des bourgs ruraux. D'après le bilan dressé une dizaine d'années après son adoption, seul le premier des objectifs a été globalement atteint. Aussi, le document est en cours de révision.